# Márcio Macêdo
Márcio Costa Macêdo GCMD (Esplanada, 18 de setembro de 1970) é um biólogo e político brasileiro, filiado ao Partido dos Trabalhadores (PT) e atual ministro-chefe da Secretaria-Geral da Presidência da República do governo Lula. Foi deputado federal por Sergipe e secretário do Meio Ambiente e dos Recursos Hídricos do mesmo estado, durante o governo Marcelo Déda. Também foi secretário de Participação Popular de Aracaju durante o mandato de Déda como prefeito.

## Biografia
Márcio Costa Macêdo nasceu no município de Esplanada, na Bahia, filho do casal Marivaldo Alves de Macêdo e Maria Costa Macêdo. Ingressou na Universidade Federal de Sergipe (UFS) em 1989, onde concluiu sua graduação em Ciências Biológicas e depois o mestrado em Desenvolvimento e Meio Ambiente. Filiado ao Partido dos Trabalhadores (PT), ocupou o cargo de presidente dos Diretórios Municipal de Aracaju e Estadual de Sergipe do partido.

## Carreira política
Em 2002, tornou-se secretário municipal de Participação Popular de Aracaju sob o então prefeito Marcelo Déda, afastando-se do cargo em abril de 2003 para tornar-se gerente-executivo do Instituto Brasileiro do Meio Ambiente e dos Recursos Naturais Renováveis (IBAMA) em Sergipe, sob indicação da ministra Marina Silva do governo Lula.
Afastou-se da gerência do IBAMA em Sergipe em 1º de janeiro de 2007 para compor o governo de Déda, o governador-eleito. Sob Déda, foi secretário estadual do Meio Ambiente e dos Recursos Hídricos até 1º de fevereiro de 2010, quando afastou-se para disputar as eleições de 2010 como candidato à Câmara dos Deputados.

### Câmara dos Deputados
Com 58 782 votos foi eleito graças à sobra média que o Partido dos Trabalhadores obteve naquelas eleições. Iniciando o mandato de deputado federal por Sergipe em 1º de fevereiro de 2011, chegou a ser vice-líder do seu partido, além de ter presidido a Comissão de Mudanças Climáticas do Congresso.
Nas eleições de 2014, recandidatou-se à Câmara em coligação do PT com o Partido do Movimento Democrático Brasileiro (PMDB, atual MDB) – partido que ganharia a eleição para governador –, porém obteve menos votos que em 2010, contabilizando 40 814 e ficando atrás do então deputado estadual petista João Daniel, o qual assumiu a cadeira na Câmara.
Encerrou seu mandato em 1º de fevereiro de 2015. Em 17 de abril, foi escolhido para ocupar o cargo de tesoureiro do PT em substituição a João Vaccari Neto, afastado dias antes após ser preso pela Polícia Federal no âmbito da Operação Lava Jato.
Nas eleições de 2018, candidatou-se novamente pelo PT em coligação com o MDB e o Partido Social Democrático (PSD), conseguindo 49 055 votos e ficando em sétimo lugar. Embora Sergipe possuísse oito cadeiras na Câmara, Macêdo não foi eleito por causa da sobra média, a qual novamente beneficiou João Daniel, e manteve-se como suplente do partido.
Em 27 de abril de 2022, foi empossado deputado federal por Sergipe, após o TSE confirmar a cassação do mandato do deputado federal Valdevan Noventa (PL) por abuso de poder econômico na campanha de 2018.

### Secretaria-Geral da Presidência da República
No dia 22 de dezembro de 2022, foi anunciado pelo presidente eleito Luiz Inácio Lula da Silva que assumiria como ministro-chefe da Secretaria-Geral da Presidência. Em 1º de janeiro de 2023 assumiu o cargo.
Em junho de 2023, foi admitido pelo presidente Lula ao último grau da Ordem do Mérito da Defesa, a Grã-Cruz suplementar.

#### Viagens de lazer com dinheiro público
Márcio Macêdo, ministro da Secretaria-Geral da Presidência da República, viajou em novembro de 2023 acompanhado de subordinados para participar de uma festa de "carnaval fora de época" em Aracaju, seu reduto eleitoral. A viagem foi realizada com recursos públicos, sob alegação de realização de um compromisso oficial na cidade vizinha. A festa foi registrada pelo fotógrafo oficial da Presidência da República e contou com a participação de Lurian, filha de Lula. O Ministério Público de Contas solicitou ao TCU a apuração de eventual irregularidade no emprego de recursos públicos para a viagem a lazer.
Após a polêmica, Macêdo trocou a secretária-executiva do ministério. Maria Coelho, então secretária a época, se negou a autorizar o uso do dinheiro público na viagem do carnaval fora de época, então, o próprio ministro teria assinado a autorização, assim, Maria pediu demissão do cargo sob o argumento de "divergências com o chefe da pasta". A nova secretária é Kelli Mafort, ex-coordenadora do MST.